# Sylvietta denti
A Sylvietta denti a verébalakúak (Passeriformes) rendjébe, ezen belül a Macrosphenidae családba és a Sylvietta nembe tartozó faj. 8 centiméter hosszú. Angola, Csád, Egyenlítői-Guinea, Elefántcsontpart, Gabon, Ghána, Guinea, Kamerun, a Kongói Demokratikus Köztársaság, a Kongói Köztársaság, a Közép-afrikai Köztársaság, Libéria, Nigéria, Sierra Leone és Uganda  erdős területein él, általában vízközelben. Rovarokkal táplálkozik.

## Alfajai
- S. d. hardyi (Bannerman, 1911) – nyugat-Guineától és Sierra Leonétől délnyugat-Nigériáig;
- S. d. denti (Ogilvie-Grant, 1906) – dél-Kamerun, délnyugat-Közép-afrikai Köztársaság, Egyenlítői-Guinea, Gabon, délnyugat-Kongói Demokratikus Köztársaság, észak- északkelet- és dél-Kongói Köztársaság, nyugat-Uganda, északkelet- és északnyugat-Angola.

## Fordítás
- Ez a szócikk részben vagy egészben  a   Lemon-bellied crombec című angol Wikipédia-szócikk fordításán alapul.  Az eredeti cikk szerkesztőit annak laptörténete sorolja fel. Ez a jelzés csupán a megfogalmazás eredetét és a szerzői jogokat jelzi, nem szolgál a cikkben szereplő információk forrásmegjelöléseként.